# Laudo de Coutances
San Laudo de Coutances fue el quinto obispo de Coutances y es venerado como santo en la Iglesia católica y en la Iglesia ortodoxa. 
Nació en Courcy (Mancha), cerca Coutances, en el siglo VI d. C., y se convirtió en obispo de Coutances alrededor del año 525. El pueblo de Briovere, asociado con el santo, tomó su nombre y es ahora Saint-Lô en Normandía. Se reunió con un cónclave de obispos en Angers en 529 o 530.
Como un santo de curación, se lo invoca para enfermedades de los ojos, especialmente la ceguera. El renombrado manantial de curación en Courcy dedicado a él es un sitio de peregrinación.
Se lo conmemora el 21 de septiembre en el martirologio francés, y el 22 de septiembre en el martirologio romano.